# アラリペダクティルス
アラリペダクティルス (Araripedactylus) は翼指竜亜目に属する大型の翼竜。白亜紀前期の旧サンタナ層(現 ロムアルド層)のアルビアン(1億1200万年前)ブラジルから一個の翼骨が見つかっている。

## 発見と命名
本種は1977年にペーター・ヴェルンホファーによって命名された。ヴェルンホファーは、その6年前にプライスによってアラリペサウルスが発表されたことに気づかず、本種をブラジル産の翼竜として最初に命名したと考えていた。属名は発掘地のアラリペ高原と「指」を意味するギリシャ語の "daktylos" を組み合わせている（なお "daktylos" はプテロダクティルス Pterodactylus 以来多くの翼竜の名称に共通の要素である）。模式種 Araripedactylus dehmiの種小名 "dehmi" は、1975年に唯一の既知の標本を取得したミュンヘンにある研究所の教授であるドイツの古生物学者リヒャルト・デーム (Richard Dehm) を称えて付けられた。

## 分類
一点の骨以外の情報が存在しないため、ヴェルンホファーはアラリペダクティルスを一般的な翼指竜亜目に分類した。2000年にはアレクサンダー・ケルナーが系統を考慮して、本種はおそらくオルニトケイルス科(sensu Kellner)に属していると考え、指節骨は、アンハングエラやトロペオグナトゥスなど同じ地層から産出している他の大型翼竜との区別が難しいと結論付けた。またケルナーは、この属についてヴェルンホファーが主張する骨壁の並外れた厚さも他の固有派生形質も確認できないとした。

## 古生物学
ホロタイプ標本（BSP 1975 I 166）は、細長い石灰岩ノジュール内に埋め込まれていた一本の指節骨（右の第一翼指骨）から知られている。結節が分割されて化石が明らかになったとき、その遠位端は損傷していた。標本は成体の骨とされている。指節骨の長さは約55センチだった。その骨壁は約3〜5ミリメートルという、翼竜にとしては非常に厚いものであるとヴェルンホファーは記載している。

### 体格
アラリペダクティルスの翼幅は、ヴェルンホファーによって少なくとも約4.8メートルと推定され、別の出版物では約5メートルと推定されている。これはアズダルコ科(例ケツァルコアトルス)には及ばないものの、翼竜としては十分に大型である。

## 古生態学
近縁種と思われる翼竜の研究や、産出層の植生を鑑みるに本種は主として魚食動物(広義の肉食動物)だったと考えられる。

### 天敵

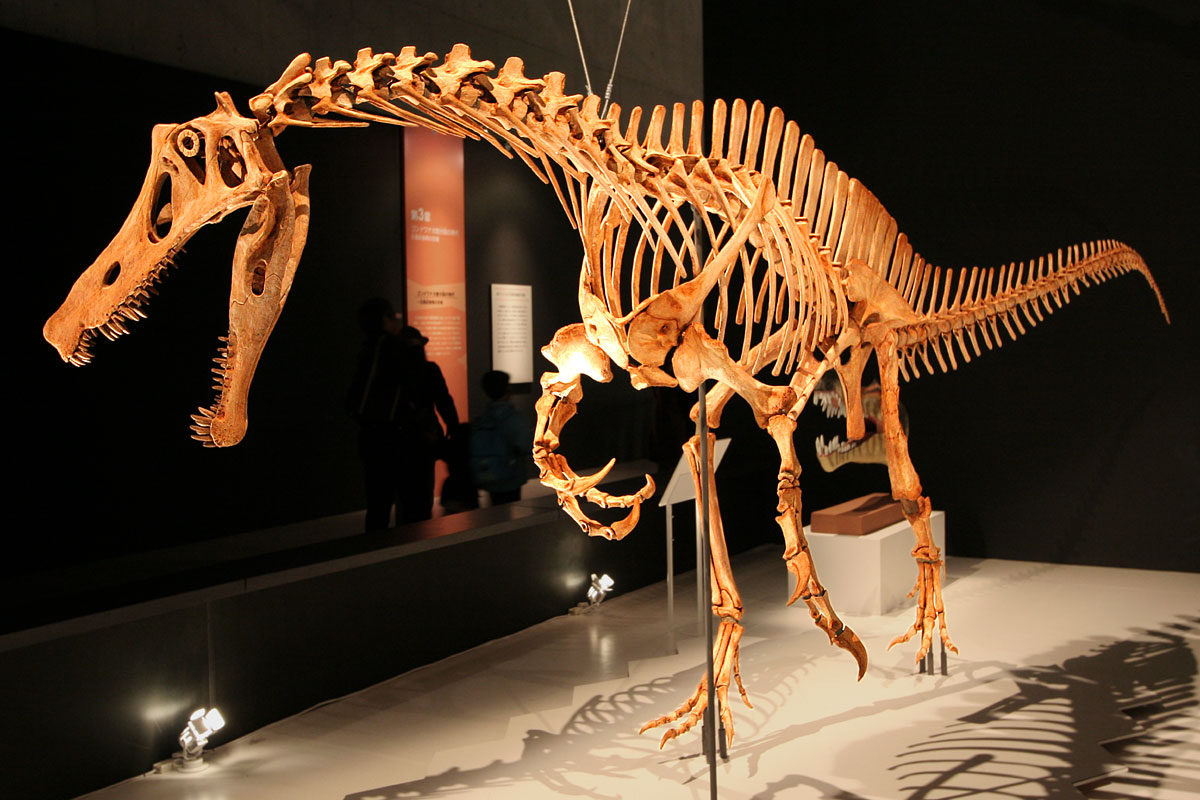
イリテーターの復元骨格

ロムアルド層は植生と気候の影響により植物食動物が少なく、一方で広義/狭義の肉食動物は大量に生息していた。本種の上位には未同定のメガラプトル科やイリテーターのような大型獣脚類が占めており、いくら飛行性とはいえ逃げ遅れた場合彼らの餌食になっていた可能性がある。特にイリテーターを含むスピノサウルス科は翼竜を食べた直接的な証拠が見つかっているため、主要な天敵の1つと考えられる。また、付近の海にはヒボドゥス科のサメが生息していたため、そうした海棲肉食動物も天敵の1つと考えられる。

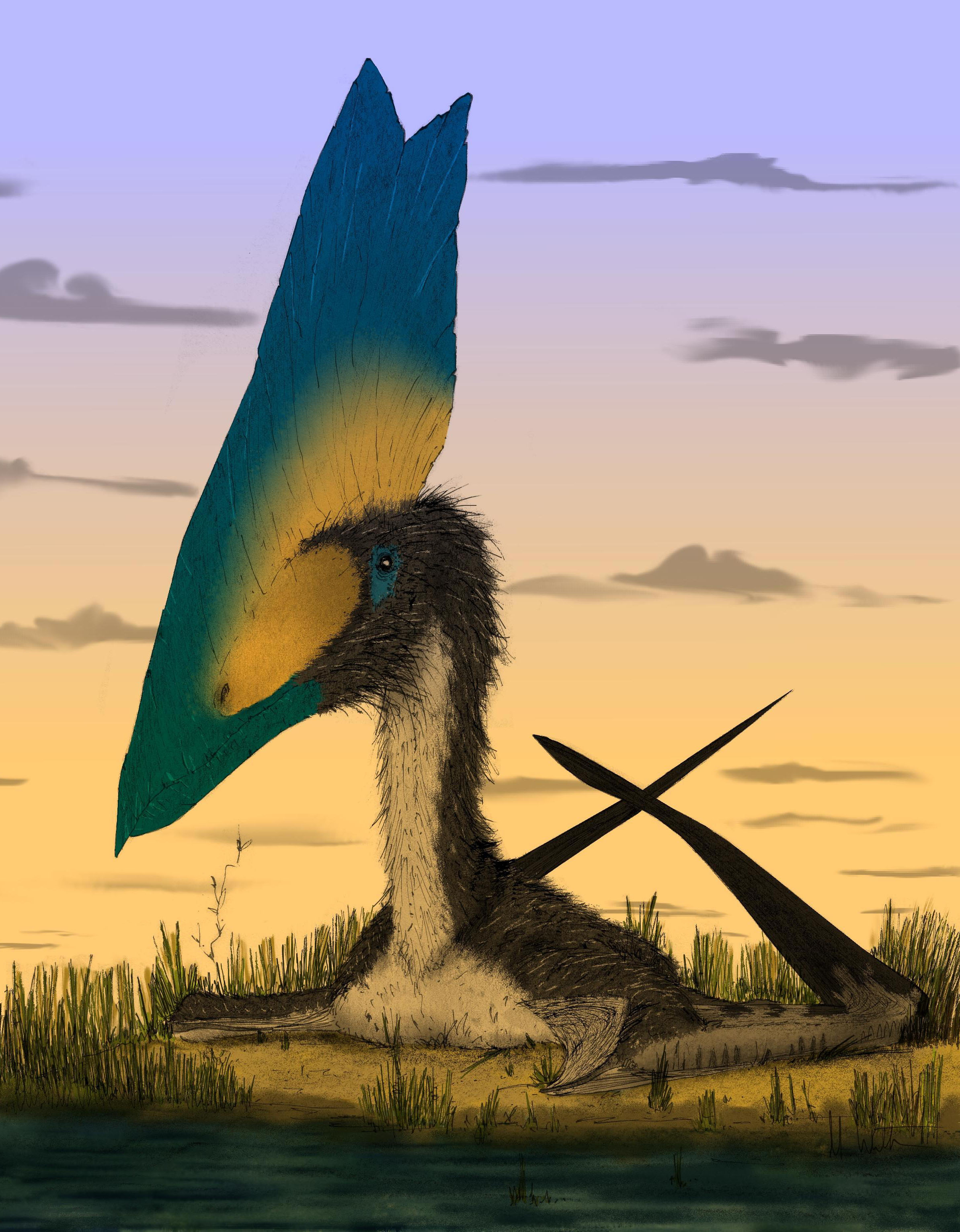
タラッソドロメウスの復元図

また、同層からは大型翼竜のタラッソドロメウスも産出しているが、タラッソドロメウスは顎の研究から比較的大きな獲物を狙っていた可能性が指摘されており、そうであれば共存した翼竜のアラリペダクティルスも狙われていた可能性があるが、両者の捕食-被食関係を示す直接的な証拠は現在まで見つかっていない。なお、タラッソドロメウスが本当に大型の獲物を狙っていたのかは不明である。タラッソドロメウスは嘴の先が現在の猛禽類のように鉤型（フック状）になっておらず、肉を切り裂く能力は低かったため、仮に小型恐竜を仕留めたとしても、獲物を解体する能力があるかどうかに異論が差し挟まれる余地がある（詳しくはタラッソドロメウス、アズダルコ類の項を参照）。

### 競争相手
ニッチ上の競争相手としては、メガラプトル科の幼体やサンタナラプトルのような小型獣脚類、そして各種ワニ類(例アラリペスクス)や翼竜が考えられる。なお、湿地に生息する現在のネコ科では、こうした共存地域にて狙う獲物を限定する食べ分けが成立している地域がある。

## 古環境
アラリペダクティルスはロムアルド累層から知られ、層の岩石は約1億1000万年前の前期白亜紀アルビアンまで遡る。この時代には南南極海が開いており、円形の大西洋を取り巻くブラジル南部とアフリカ南西部の海盆を形成していたが、ブラジル北東部とアフリカ西部はまだ陸で繋がっていた。ロムアルド累層はサンタナ層群の一部で、有名なイリタトル/イリテーターが記載された頃はサンタナ累層とされていた層の部層と考えられていた。ロムアルド累層は化石が素晴らしい状態で保存される堆積層であるラーガーシュテッテで、頁岩に埋め込まれた石灰岩からなり、クラト累層の上に横たわる。石灰岩中に化石が立体的に保存されていることで有名であり、多くの翼竜化石でも知られる。翼竜や恐竜の筋繊維に加え、エラや消化物、心臓を保存した魚類も発見されている。この層は海水準の変動サイクルと競合する不規則な淡水の影響を受ける沿岸のラグーンであったと解釈されている。この層の気候は熱帯で、現在のブラジルの気候に大まかに対応している。層を取り巻く地域は乾燥地帯ないし半乾燥地帯で、大部分の植物相は乾生植物であった。ソテツ類と絶滅種の毬果植物門のブラキフィルムが最も広がった植物であった。

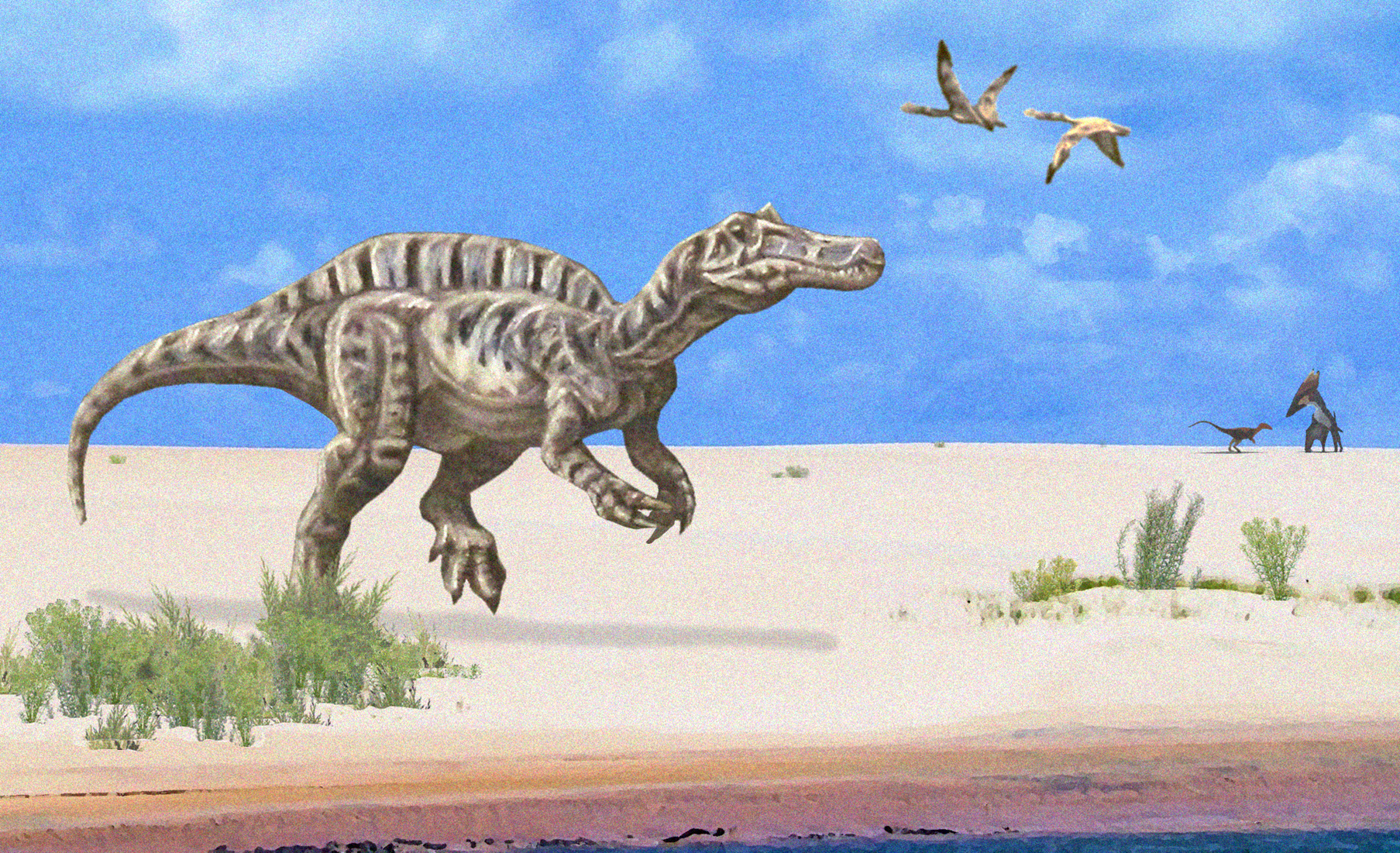
ロムアルド累層の環境で沿岸を歩くイリタトルの復元図

当時の環境はアンハングエラ、本種アラリペダクティルス、アラリペサウルス、ブラシレオダクティルス、ケアラダクティルス、コロボリンクス、サンタナダクティルス、タペヤラ、タラッソドロメウス、トゥプクスアラ、バルボサニア、マーラダクティルス、トロペオグナトゥス、アンウィンディアなどの本種を含む翼竜が支配的であった。翼竜以外で判明している動物相は、未同定のメガラプトル科、ティラノサウルス上科のサンタナラプトル、コエルロサウルス類(ティラノサウルス上科/コンプソグナトゥス科)のミリスキア、未同定のウネンラギア亜科のドロマエオサウルス科、マニラプトル類に代表された。アラリペスクスやカリリスクスといったワニ形上目やブラシレミス、ケアラケリス、アラリペミス、エウラキセミス、サンタナケリスのようなカメが堆積層から知られている。また、カイエビ、ウニ、貝虫、軟体動物も生息していた。保存の良い魚類の化石記録としてはヒボドゥス科のサメ、エイ、ガー、アミア科、オスニア科、アスピドリンクス科、クラドキクルス科、ソトイワシ科、サバヒー科、マウソニア科や未同定の種が挙げられる。ナイシュらによると、植物食恐竜がいないことは、植生が乏しく大規模な集団を維持できなかったことを意味する可能性がある。個体数の多い肉食獣脚類は、その後豊かな水棲生物を主要な食糧源に変えた可能性がある。また、嵐の後には翼竜や魚類の死骸が海岸線に打ち上げられて獣脚類に膨大な腐肉が提供されたとも彼らは仮説を立てた。層には複数の魚食動物が生息し、熾烈な競争が起こった可能性もある。オーレリアノらは動物たちが間違いなくある程度生態的地位を分けていたと主張した。この見解では、ラグーンの中で動物たちは体格と生息地に合わせて獲物を変えていた。

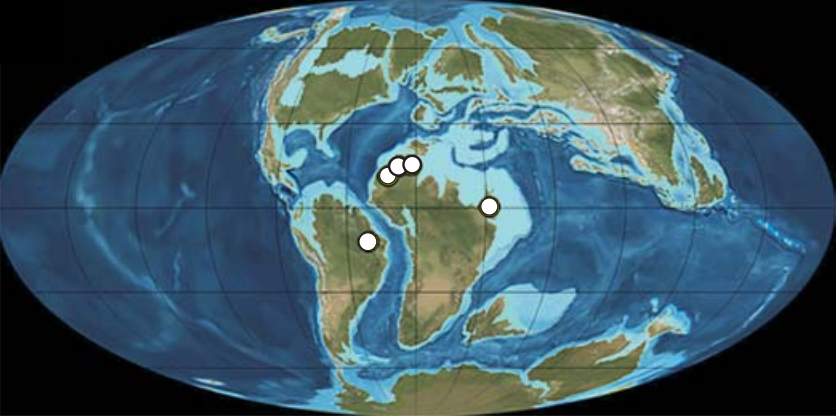
1億1300万年前から9390万年前のアルビアン - セノマニアンに由来する半水棲動物スピノサウルス科の化石が発見された場所

ロムアルド累層とクラト累層の動物相は白亜紀中ごろのアフリカの動物相と類似しており、アラリペ盆地がテチス海と繋がっていたことが示唆されている。ただし、アラリペ盆地に海洋無脊椎動物がいないため盆地の堆積物は海洋性ではなかったことが示されており、テチス海とアラリペ盆地の繋がりは散発的であった可能性が高い。2004年にダレン・ナイシュらは、ロムアルド累層の恐竜の動物相は海岸線か川で死亡して海へ運ばれ、漂った末に化石化した動物に代表されていると主張した。2018年にオーレリアノらはこのシナリオに異議を唱えた。根拠としてIrritator challengeri のホロタイプの下顎は残りの頭骨と関節下状態で発見されていたが、死体が海を漂ったなら分散した可能性が高いことを挙げた。また、イリテーターの骨格の骨硬化ゆえに死体はすぐに海へ沈んだとも彼らは綴った。従って、ロムアルド層もといサンタナ層群から産出した化石は異所的に堆積したのではなく、土着の生息地で埋没した生物を代表するものであると彼らは結論付けた。